# 竹腰健造
竹腰 健造（たけこし けんぞう、明治21年（1888年）6月25日 - 昭和56年（1981年）7月28日）は、建築家。住友総本店出身で、日建設計の母体の長谷部竹腰建築事務所の長谷部鋭吉と共に創業者の１人である。

## 略歴
- 1888年6月25日 - 石川県金沢市生まれ。父は岩村高俊男爵。10歳のとき小倉藩士竹腰虎太郎の養子となる。
- 1909年 - 第一高等学校卒業。
- 1912年 - 東京帝国大学工科大学卒業。
- 1913年 - ロンドンのアーキテクチュラル・アソシエーション・スクール（AAスクール）に留学。
- 1917年 - 帰国し住友総本店に入社。
- 1933年 - 住友合資から5万円の出資と29名の移籍を得て㈱長谷部竹腰建築事務所を設立し、長谷部鋭吉と共に常務取締役に就任。
- 1944年 - 大阪北港（株）と（株）住友ビルディングが合併し、住友土地工務（株）と改称。住友土地工務㈱に営業譲渡し、同社専務取締役に、長谷部鋭吉が取締役に就任。
- 1945年 - 住友土地工務を日本建設産業（株）と改称し、新たに商事部門を増置(現在の住友商事の前身)し社長に、長谷部鋭吉が取締役に就任。
- 1947年 - 公職追放。
- 1950年 - 双星社竹腰事務所創設。建築業界に復帰。日本建設産業の建築部門が独立し、日建設計工務㈱発足。
- 1962年 - 日本芸術院賞受賞[1]
- 1970年 - 社名が株式会社日建設計と改称される。
- 1981年7月28日 - 93歳で逝去。

## 人物
健造は明治21年（1888年）6月25日、石川県金沢市で生まれた。当時、父親の岩村高俊は石川県知事であった。健造が竹腰姓を名乗るようになったのは、福岡にいた10歳のとき、旧小倉藩出身の名家である竹腰家の養子になったからである。
学業においては優秀で、豊津中学校から一高、東京帝国大学工科大学へと順調に進む。建築を専攻したが、希望というわけではなく、選択肢が土木、機械、採鉱、建築しかなかった。そのなかで建築を除くと、養父や伯父のもとに戻ることになるので、建築を志望した。大学卒業を間近に控え、健造は進路を、西洋美術評論の草分けで、当時、美術学校の教授を務めていた実兄の岩村透に相談し、健造はその勧めに応じて、英国に留学することになる。留学前に静と結婚し、大正2年（1913年）10月、ロンドンに向かった。ロンドンでは、アーキテクチャル・アソシエーション・スクール（AAスクール）で勉強し、ローヤル・インスティテュート・オブ・ブリティッシュ・アーキテクツ (RIBA) のアソシエートの資格を取得した。資格取得後はオースチン建築事務所に勤務し、その一方でエッチングを習いはじめた。その上達ぶりはめざましく、支援する画商もいて、画家としてロンドンに永住することを勧められたほどであった。実際、帰国する年およびその翌年のローヤル・アカデミー展に二年連続で入選し、画家年鑑にも名を連ねていた。しかし、エッチングで身を立てる気はなかった健造は、大正6年（1917年）のはじめに帰国する。
帰国して間もなくの大正6年（1917年）5月17日、実兄が住友の理事と親しい関係にあったので、住友総本店建築部に入社した。総本店建築に備えて採用されたが、関係のない仕事を2年ほどさせられ、健造は京都大学に建築科が新設されるのを機に、転出を決意したが、住友本社の支配人が武田五一京大教授に断ってしまう。大正11年（1922年）7月、住友総本店の設計が完成し、工事が始まることになった。そこで、健造に重要な役割が与えられた。健造は構造担当の池田宮彦と共に米国に派遣された。その目的は、鋼材およびその加工の入札と請負の決定ならびに日本への発送とその代金の支払い、金庫やエレベーターなどの調査と見積もり、そしてコンサルティング・エンジニアの選定と設計の完成の3つだった。
1年あまりの滞在で、苦労を重ねながらも、持ち前の英語力と交渉力でこの重責を果たした。健造が帰国したのは、関東大震災の直後だった。
住友ビルディングが完成する頃、日本経済は大恐慌に見舞われ、住友でも各部門で大規模な人員削減が行われていた。工作部も例外ではなく、解雇されたなかには小川安一郎、平尾善治というような優秀な人材もいた。一時は140人ほどいた工作部員が80人を切ったころ、工作部長の日高の定年を迎えて退職した。日高の後任として、工作部長に長谷部鋭吉が就任する。健造は建築課長と工作課長を兼任していた。工作部はさらなる人員削減を求められ、とうとう工作部解散を求める声が強くなってきた。健造は、鋭吉ともども建築技術者全員が退職して、設計事務所を設立し、自立することを考える。健造は会社の幹部に話を持ちかけ5万円の資本金を得て、昭和8年（1933年）5月18日、株式会組織の長谷部竹腰建築事務所を設立した。住友銀行船場支店の4階を借りた事務所に29名の所員が集まった。

## 家族
実父の岩村高俊は土佐藩士の岩村英俊の三男で、明治維新に際しては、軍監として戊辰戦争を平定した人物であった。また、佐賀県権令時代には江藤新平が率いる佐賀の乱を鎮めた。その後、愛知、石川、福岡、広島の知事を歴任し、その間には貴族院議員にも選ばれ男爵となった。父・高俊の長兄と次兄は北海道開拓の父と言われる岩村通俊と自由党の領袖として伊藤内閣で農商務大臣を務めた林有造。そして岩村通俊の五男は法曹界で活躍し、検事総長から近衛内閣と東条内閣で司法大臣を務めた岩村通世。林有造の次男は、戦前戦後を通して中央政界で活躍し、吉田内閣で副総理を務めた林譲治。
妻は、養父の1人娘の静。養父の竹腰虎太郎は小倉藩士で炭鉱経営者。長男の竹腰洋一は大蔵省主税局国際租税課長を経て武富士副社長。その岳父に住友銀行社長の岡橋林。
親戚として、父方祖母・嘉乃の甥に小野義眞、姪・利遠の夫に小野梓、甥・義為の子に小野義一がいる。

## 主な作品
| 建造物名           | 年                 | 所在地       | 状態     | 備考                                       |
| ------------------ | ------------------ | ------------ | -------- | ------------------------------------------ |
| 住友ビルディング   | 1926年（昭和元年） | 大阪市中央区 |          |                                            |
| 住友銀行広島支店   | 1928年（昭和3年）  | 広島市南区   | 現存せず | 玄関前の石段部分が「人影の石」として保存。 |
| 大阪証券取引所     | 1935年（昭和10年） | 大阪市中央区 | 一部現存 |                                            |
| 宇治電ビルディング | 1937年（昭和12年） | 大阪市北区   | 現存せず |                                            |
| 東京手形交換所     | 1937年（昭和12年） | 東京都中央区 | 現存せず |                                            |
| 神戸海星女子学院   | 1952年（昭和27年） | 兵庫県神戸市 |          |                                            |
| 大阪市公館         | 1958年（昭和33年） | 大阪市都島区 |          |                                            |
| 大阪能楽会館       | 1959年（昭和34年） | 大阪市北区   | 現存せず | 2018年解体                                 |
| 法隆寺聖徳会館     | 1960年（昭和35年） | 奈良県斑鳩町 |          |                                            |
| 大阪市立中央図書館 | 1961年（昭和36年） | 大阪市西区   | 現存せず |                                            |
| 聖心女子学院       | 1965年（昭和40年） | 東京都港区   |          | 現・聖心女子学院初等科・中等科・高等科     |

## 関連
- 竹腰建築事務所（後の双星設計）
- 大阪府建築審査会委員
- 社団法人日本建築協会名誉会長